# 膠囊劑
膠囊劑以可溶性明膠或卡拉膠等包覆材料所包覆的囊狀藥劑，可避免口服時，藥物與味覺器官直接接觸引發噁心反應。
依包覆材質，可分為硬膠囊與軟膠囊兩種。硬膠囊內以粉末或顆粒狀藥劑為主，軟膠囊內以流體藥劑為主。

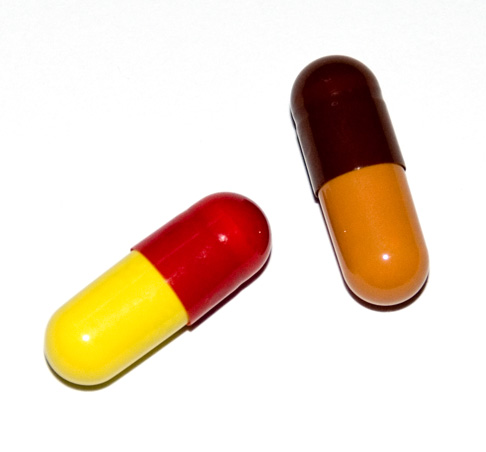
魚膠外壳硬膠囊
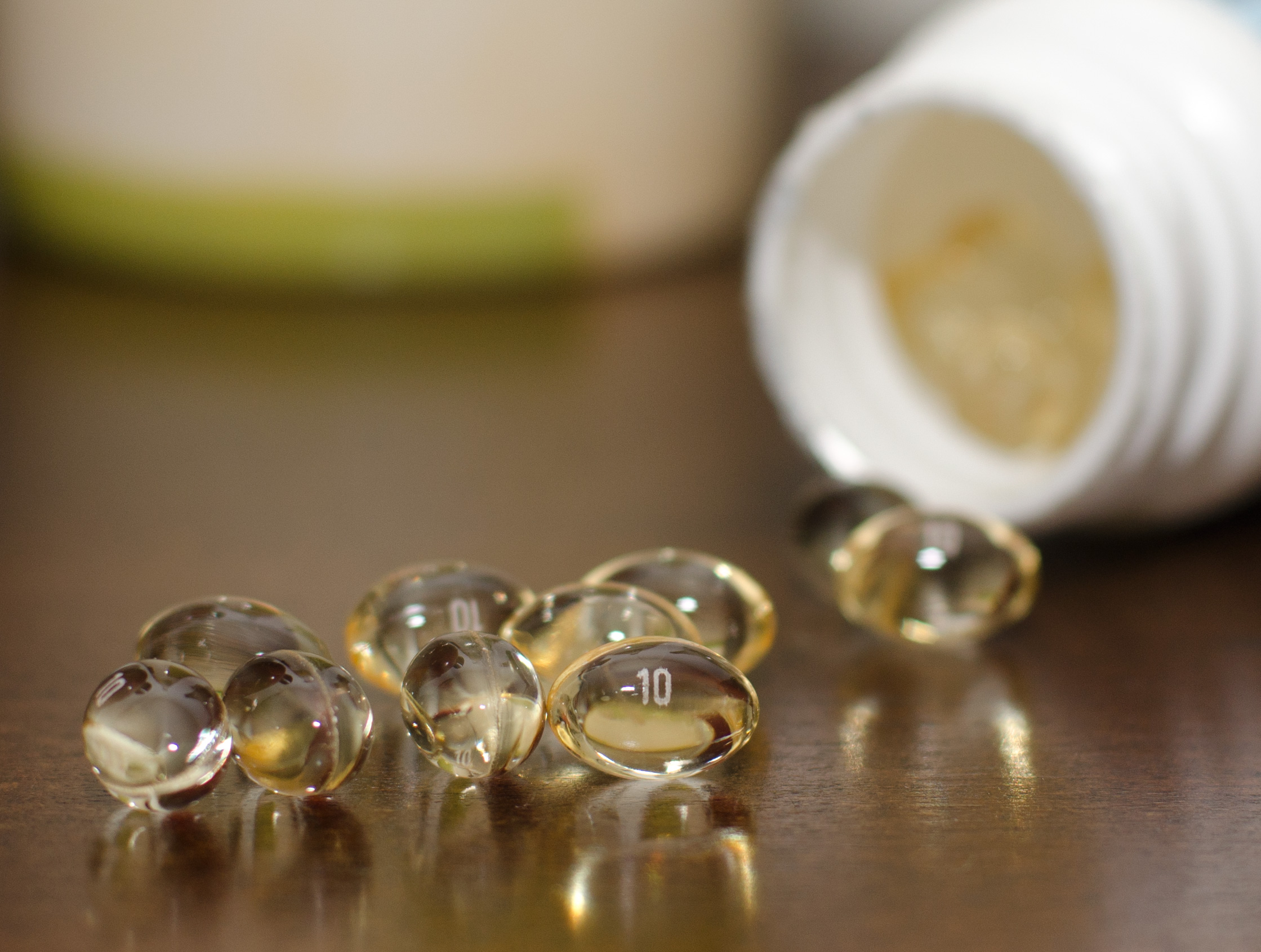
軟膠囊